# Danehof
Danehof ("Corte Danese") è stato il nome del parlamento medioevale danese che ha svolto un certo ruolo nel periodo tra il 1250 e il 1413.
Il presupposto alla formazione della "Danehof" - come quella del Håndfæstning - è stato il crescente potere e l'opposizione dei notabili danesi dopo il 1250. Volevano limitazioni del potere reale, in particolare del suo diritto di legislazione e tassazione. La debolezza politica della casa reale in questo periodo sembra aver favorito il suo sviluppo. Nel 1282, Re Eric V di Danimarca si era tanto inimicato i nobili in tutta la Danimarca, che è stato costretto ad accettare una "Charta Reale" (Håndfæstning), che ha limitato la sua autorità e garantiti i diritti e le usanze antiche che hanno conservato il potere dei nobili.
Riguardo ai dettagli della creazione ed alla forma del Danehof poco si sa. Doveva riunirsi in una località centrale che era spesso il Castello di Nyborg in Fionia, ma non si sa nulla di elezioni o procedure. I suoi membri consisteva solo di possidenti, clero e nobili. Il re doveva consultare il Parlamento prima di prendere importanti misure soprattutto di carattere economico. Tuttavia, in molti casi, i re hanno ignorato il Danehof omettendone la convocazione. Dalla creazione del primo Haandfæstning nel 1282, sono state stabilite norme più definite. Tuttavia, in realtà, il Danehof è stato convocato solo in occasioni speciali.
I disastri e il caos in Danimarca durante il XIV secolo non hanno rafforzato l'autorità del Danehof. Passo dopo passo fu estromesso dal potere non solo reale ma anche dal Rigsraadet (Consiglio del Regno), il "Consiglio della Corona" o la cerchia dei magnati che spesso hanno condizionato il Re. A partire dal 1320, governare insieme con il re e la gestione degli affari dello stato è diventato il ruolo del Rigsraadet.